# Anticholinerges Syndrom
Anticholinerges Syndrom (auch antimuskarinerges Syndrom) ist ein krankhafter Zustand des vegetativen Nervensystems, bei dem der Nervus vagus (Parasympathikus) in seiner bremsenden und dämpfenden Funktion weitgehend ausgeschaltet wurde.
Meist tritt das Syndrom als Folge von unerwünschten Arzneimittelwirkungen bzw. Vergiftungen mit Atropin bzw. Hyoscyamin, Antidepressiva, Neuroleptika, Antihistaminika oder nach Einnahme von giftigen Pflanzen aus der Familie der Nachtschattengewächse (Tollkirsche, Bilsenkraut, Stechapfel, Engelstrompete) auf.
Entgegen oft gehörten Behauptungen wirken die Inhaltsstoffe des Fliegenpilzes und des Pantherpilzes (nämlich Ibotensäure und Muscimol) nicht anticholinerg und verursachen daher kein anticholinerges Syndrom.

## Pathophysiologie
Der cholinerge Neurotransmitter Acetylcholin ist zerebral an verschiedenen Funktionen beteiligt, hierzu gehört unter anderem das Bewusstsein. Wird dieser Effekt durch anticholinerge Substanzen wie beispielsweise den oben genannten antagonisiert, führt dies zu einer Reihe neurologischer Symptome. Dieser antagonistische Effekt wird durch eine kompetitive Verdrängung vom Acetylcholinrezeptor erzielt.

## Symptome
Man unterscheidet periphere von zentralen Symptomen.
Zentrale Symptome (zentrales anticholinerges Syndrom oder zentral-anticholinerges Syndrom, kurz ZAS, auch zentral-anticholinergisches Syndrom) sind diejenigen, die das Zentrale Nervensystem (Gehirn und Rückenmark) betreffen. Es können zwei Verlaufsformen unterschieden werden.
1. Delirante Form mit
- Angst, Unruhe
- Verwirrtheit, Desorientiertheit
- visuelle oder auditive Halluzinationen
- Bewegungsstörungen (Myoklonien, Dysarthrie)
- Krampfanfälle

2. Somnolente Form
- verzögertes Erwachen nach der Narkose
- Schläfrigkeit (Somnolenz) bis hin zum Koma
- im Extremfall bis hin zum Atemstillstand

Bei beiden Verlaufsformen können die folgenden peripheren Symptome auftreten:
- trockene, heiße, gerötete Haut durch
  - Verminderte Schweißproduktion
  - Hyperthermie
- Weite Pupillen (Mydriasis)
- Glaukomanfall
- Störungen der Akkommodation, das heißt im Wesentlichen verschwommenes Sehen, besonders in der Nähe
- Mundtrockenheit, Durst durch
  - Verminderte Speichelproduktion
  - Verminderte tracheobronchiale Sekretion
- Schluckstörungen
- Herzrhythmusstörungen
  - Zu schneller Puls (Tachykardie)
  - Supraventrikuläre Extrasystolen
  - Selten (bei hoher Dosis) AV-Überleitungsstörungen
- Magen-Darm-Atonie
- Harnverhaltung (durch Blasenatonie)

## Therapie
Patienten mit einem schweren anticholinergen Syndrom müssen auf einer Intensivstation überwacht werden. Bei Entwicklung eines deliranten Syndroms  mit ausgeprägter Unruhe und Halluzinationen sind symptomorientierte Maßnahmen angezeigt, wie z. B. Sedierung oder ggf. auch Fixierungen. Ein mögliches Gegenmittel ist Physostigmin, das unter Beachtung der Nebenwirkungen (z. B. Bradykardie) gegeben werden kann. Manchmal wird versucht, durch eine forcierte Diurese eine schnellere Ausscheidung der verursachenden Substanz aus dem Körper zu erreichen. Magenspülungen werden nur in Ausnahmefällen empfohlen, da das Risiko einer Aspiration den potentiellen Nutzen meist überwiegt. Dies gilt vor allem, wenn der Patient bewusstseinsgetrübt und nicht intubiert ist. Eine besondere Rolle in der Therapie spielt die Aktivkohle, die als Adsorbens verabreicht wird, um die Giftaufnahme im Verdauungstrakt zu verhindern.